# Mogne (rivière)
La Mogne est une rivière française qui coule dans les départements de l'Aube, en région Grand Est. C'est un affluent de l’Hozain, donc un sous-affluent de la Seine.

## Géographie
De 16,6 kilomètres de longueur, la Mogne nait dans la commune de Crésantigneset, se jette dans l'Hozain à Isle-Aumont. Elle s'écoule globalement du sud vers le nord-est.

### Communes traversées
La Mogne traverse treize communes, soit d'amont vers l'aval : 
Crésantignes , Jeugny, Machy,  Longeville-sur-Mogne, Lirey, Villy-le-Bois, Saint-Jean-de-Bonneval, Assenay, Villy-le-Maréchal, Les Bordes-Aumont, Villemereuil, Moussey, Isle-Aumont, toutes situées dans le département de l'Aube.

### Bassin versant
Son bassin versant est constitué à 87,14 % de « territoires agricoles », à 10,90 % de « forêts et milieux semi-naturels », et à 2,63 % de « territoires artificialisés ».

## Affluents
Selon le SANDRE, la Mogne a trois affluents référencés :
- le ruisseau d'Onmont[4], 4,9 km sur les communes de Saint-Jean-de-Bonneval, Assenay, Villy-le-Maréchal ;
- la Seronne[5], 8,6 km sur les communes de La Vendue-Mignot, Maupas, Villy-le-Bois, Les Bordes-Aumont ;
- l'Ousse[6], 5,9 km sur les communes de Villy-le-Maréchal, Villemereuil, Roncenay, Isle-Aumont, Moussey.